# Панхром
Панхром — торговое название панхроматических чёрно-белых фотоматериалов, обладающих светочувствительностью ко всему видимому излучению вплоть до 700 нанометров. Естественная чувствительность любых фотоматериалов лежит в коротковолновой сине-фиолетовой части видимого спектра, а также невидимых ультрафиолетовых лучей. Это объясняется свойствами галогенидов серебра, граница спектральной чувствительности которых соответствует 520 нанометрам. Для придания чувствительности к остальным цветам видимого спектра необходима оптическая сенсибилизация.

## Описание
Ранние фотопроцессы, такие как дагеротипия, калотипия, и коллодионный воспроизводили окрашенные предметы на чёрно-белом снимке искажённо из-за узкой спектральной чувствительности. Красные объекты получались на снимке чёрными, а синие — практически белыми. Так же отображают окружающие предметы и современные желатиносеребряные фотоэмульсии, несенсибилизированные к длинноволновым излучениям видимого спектра. Это накладывает определённые ограничения при съёмке: например, в пейзажах практически невозможно отобразить небосвод, получающий наибольшую экспозицию за счёт совпадения цвета с максимумом чувствительности. Фотохудожники XIX века были вынуждены пользоваться сложными технологиями комбинированной фотопечати, чтобы объединить изображения с разных негативов для получения облаков на снимке. В раннем кинематографе из-за неравномерной спектральной чувствительности киноплёнки использовали специальный грим, чтобы устранить искажения, возникающие при портретной съёмке актёров. В противном случае розовые губы получались на экране чёрными, а голубая радужная оболочка — белёсой.
Панхроматические фотоматериалы устранили все эти проблемы за счёт равномерной чувствительности ко всем цветам. Первые сорта таких фотопластинок появились в продаже после 1906 года, благодаря изобретению Бенно Гомолкой красного сенсибилизатора пинацианола. Появление первых практически пригодных технологий цветной фотографии «Автохром» и цветного кино «Кинемаколор» также связано с появлением панхроматических эмульсий, поскольку до этого красную составляющую цветоделённого изображения было невозможно зафиксировать. Однако, полный переход фото- и киноиндустрии на панхроматические сорта произошёл позднее, в 1930 годах, поскольку более дешёвые ортохроматические фотоматериалы были уже привычны и позволяли вести лабораторную обработку при красном неактиничном освещении, визуально контролируя степень проявления. Панхроматические материалы можно обрабатывать только в полной темноте. 
Вместе с тем, панхроматические эмульсии позволили использовать искусственное освещение лампами накаливания, жёлто-оранжевый свет которых был почти неактиничным для ортохроматических фотоматериалов. При таких источниках света добавленная чувствительность составляет 150—200% по сравнению с несенсибилизированными эмульсиями. Все современные негативные и обращаемые чёрно-белые фото- и киноплёнки относятся к панхроматическим и изопанхроматическим сортам, и поэтому на их названии это никак не отражается. В первые десятилетия после появления панхроматические сорта обязательно содержали слова «Панхром», «Pan» или «Panchromatic». Изопанхроматические фотоматериалы отличаются более высокой светочувствительностью в зелёной области спектра, в которой у панхроматических чувствительность понижена.